# Anguillospora furtiva
Anguillospora furtiva är en svampart som beskrevs av Descals 1992. Anguillospora furtiva ingår i släktet Anguillospora, ordningen Pleosporales, klassen Dothideomycetes, divisionen sporsäcksvampar och riket svampar.   Inga underarter finns listade i Catalogue of Life.